# 金沢市立米丸小学校
金沢市立米丸小学校（かなざわしりつ よねまるしょうがっこう、英語: Kanazawa Municipal Yonemaru Elementary School）は、石川県金沢市東力町に所在する公立小学校。

## 沿革
《主要な出典：》
- 1873年（明治06年）
  - 4月1日 - 高畠村落小学校創立[4]。校舎を間明（）村御馬神社境内に置く[5]。
  - 9月 - 中村村落小学校創立。校舎を千日町（現・金沢市千日町）光明寺境内に置く[5]。
- 1875年（明治08年） - 中村村落小学校が仁恵小学校（中村）と後の御供田（）小学校に分離[5]。
- 1876年（明治09年）3月 - 高畠村に校舎を新築して[6]高畠村落小学校が移転し、高明小学校と改称[5]。
- 1877年（明治10年） - 御供田村に御供田小学校を設置[7]。
- 1885年（明治18年） - 高明小学校を高畠小学校と改称[5]。
- 1887年（明治20年）4月 - 高畠・御供田の両小学校がそれぞれ尋常科簡易科小学校となる[5]。
- 1889年（明治22年）4月1日 - 町村制の施行により、中村、御供田村、高畠村などの区域をもって、米丸村が発足。高畠・御供田の両小学校がそれぞれ米丸村立高畠尋常小学校ならびに米丸村立御供田尋常小学校[5]となる。
- 1908年（明治41年）2月 - 高畠・御供田の両小学校を合併し、米丸尋常小学校[5]を設置。
- 1919年（大正08年）3月 - 高等科を併置し、米丸尋常高等小学校と改称[8]。
- 1935年（昭和10年）12月16日 - 米丸村の金沢市編入により、金沢市立米丸尋常小学校と改称。
- 1941年（昭和16年）4月1日 - 国民学校令施行に伴い、金沢市立米丸国民学校と改称。
- 1947年（昭和22年）4月1日 - 学制改革により、金沢市立米丸小学校と改称。同年、校歌制定（作詞：藤田福夫、作曲：石本一雄）[9]。
- 1962年（昭和37年）11月13日 - 創立90周年記念式典挙行。
- 1970年（昭和45年）1月7日 - 新校舎1期工事完成、金沢市東力町ニ155番地（現在地）に移転。
- 1973年（昭和48年）11月1日 - 新校舎が完成、落成式を挙行[10]。
- 1981年（昭和56年）4月1日 - 金沢市立新神田小学校が分離、独立。
- 1988年（昭和63年）7月9日 - 児童増に対応するため、特別教室と屋内体操場を増築。起工式実施[10]。
- 1989年（平成元年）
  - 3月31日 - 特別教室棟、体育館増改築工事完成。
  - 7月2日 - 屋内体育館等増改築竣工式挙行。
- 1992年（平成04年）11月12日 - 創立120周年記念式典挙行。
- 2002年（平成14年）7月1日 - 創立130周年記念式典挙行。
- 2012年（平成24年）10月27日 - 創立140周年記念式典挙行。
- 2020年（令和02年）
  - 3月17日 - 校舎増改築工事完成。
  - 4月13日 - 新型コロナウイルス感染症拡大に伴い、同年5月31日まで学校臨時休業を実施[11]。

## 服装
- 平常時は標準服の着用が義務付けられている。但し、私服登校が可能な時もある。[要出典]

## 学区
米泉町10丁目、間明町、間明町1丁目、間明町2丁目、進和町、高畠1丁目、高畠2丁目、高畠3丁目、米丸町、入江町、入江3丁目、東力町、東力1丁目、東力2丁目、東力3丁目、東力4丁目、玉鉾町（甲、ニに限る。）、玉鉾2丁目、玉鉾3丁目、玉鉾4丁目、玉鉾5丁目、保古町、黒田1丁目、黒田2丁目、保古1丁目、保古2丁目、保古3丁目

## 進学先中学校
- 金沢市立高岡中学校[13]